# オランザピン
オランザピン（英語: Olanzapine）は、非定型抗精神病薬の一つである。1996年に発売された。日本国内では2000年に統合失調症の治療薬として承認され、のちに双極性障害における躁症状（2010年）およびうつ症状（2012年）を改善する薬剤として追加承認された。2017年に「抗悪性腫瘍剤（シスプラチン等）投与に伴う消化器症状 （悪心、嘔吐）」の適応が追加された。商品名ジプレキサ (Zyprexa)。規制区分は劇薬、処方箋医薬品である。糖尿病に禁忌である。
先発薬のジプレキサはイーライリリー社が製造して販売し、ジェネリック品は2011年にアメリカ、2016年に日本でそれぞれで発売された。錠剤、口腔内崩壊錠、細粒の他、筋注製剤（速効性）が承認されている。

## 効能・効果

### 日本
- 統合失調症：2000年12月22日製造販売承認[5]。注射剤：2012年9月28日承認[6]。
- 双極性障害における躁症状： 2010年10月27日効能効果を承認[7]。
- 双極性障害におけるうつ症状： 2012年2月22日効能効果を承認[8]。
- 抗悪性腫瘍剤（シスプラチン等）投与に伴う消化器症状 （悪心、嘔吐）： 2017年12月25日効能効果を承認[9]。

## 薬理
ドーパミンD2、D3、D4、セロトニン5-HT2A、5-HT2B、5-HT2C、5-HT6、アドレナリンα1、ヒスタミンH1の各受容体をはじめ、多数の神経物質受容体に対する拮抗作用を示す。オランザピンの構造はクロザピンに似ているが、チエノベンゾジアゼピン系に分類される。オランザピンはドーパミン受容体、セロトニン受容体に対し高い親和性を有している。
オランザピンの作用機序は明らかにはなっていないが、オランザピンの抗精神作用はドーパミン受容体、特にドーパミンD2受容体への拮抗作用によるものと考えられている。セロトニン拮抗作用もまたオランザピンの有効性に影響している可能性があるが、研究者の間でも5-HT2A拮抗作用については議論が続いている。
オランザピンの多数の受容体に対する作用が、統合失調症の陽性・陰性症状、認知障害、不安症状、うつ症状などに対する効果と、錐体外路症状を軽減する効果、を生むと考えられる。
| 受容体   | Receptor                                | Ki (nM)   | 作用   | 備考                                   |
| -------- | --------------------------------------- | --------- | ------ | -------------------------------------- |
| D1       | en:Dopamine receptor D1                 | 00070.3   | 拮抗   |                                        |
| D2       | en:Dopamine receptor D2                 | 00003     | 拮抗   | 統合失調症（陽性症状）の治療作用に関与 |
| D2 Long  | en:Dopamine receptor D2                 | 00031     | 拮抗   |                                        |
| D2 Short | en:Dopamine receptor D2                 | 00028.77  | 拮抗   |                                        |
| D3       | en:Dopamine receptor D3                 | 00047     | 拮抗   |                                        |
| D4       | en:Dopamine receptor D4                 | 00014.33  | 拮抗   |                                        |
| D5       | en:Dopamine receptor D5                 | 00082     | 拮抗   |                                        |
| 5-HT1A   | en:5-HT1A receptor                      | 02282     | 拮抗   |                                        |
| 5-HT1B   | en:5-HT1B receptor                      | 00585     | 不明   |                                        |
| 5-HT1D   | en:5-HT1D receptor                      | 01061     | 不明   |                                        |
| 5-HT1E   | en:5-HT1E receptor                      | 02209     | 不明   |                                        |
| 5-HT2A   | en:5-HT2A receptor                      | 00002.4   | 逆作動 |                                        |
| 5-HT2B   | en:5-HT2B receptor                      | 00011.9   | 逆作動 | 鎮静作用に関与                         |
| 5-HT2C   | en:5-HT2C receptor                      | 00010.2   | 逆作動 | 食欲刺激作用に関与                     |
| 5-HT3    | en:5-HT3 receptor                       | 00202     | 拮抗   | 制吐作用に関与                         |
| 5-HT5A   | en:5-HT5A receptor                      | 01212     | 不明   |                                        |
| 5-HT6    | en:5-HT6 receptor                       | 00008.07  | 拮抗   |                                        |
| 5-HT7    | en:5-HT7 receptor                       | 00105.2   | 拮抗   |                                        |
| H1       | en:Histamine H1 receptor                | 00002.19  | 逆作動 | 強力な鎮静作用に関与                   |
| H2       | en:Histamine H2 receptor                | 00044     | 拮抗   |                                        |
| H4       | en:Histamine H4 receptor                | 10000以上 | 拮抗   |                                        |
| M1       | en:Muscarinic acetylcholine receptor M1 | 00026     | 拮抗   | 抗コリン作用に関与                     |
| M2       | en:Muscarinic acetylcholine receptor M2 | 00063.5   | 拮抗   |                                        |
| M3       | en:Muscarinic acetylcholine receptor M3 | 00052.64  | 拮抗   | 2型糖尿病に関与                        |
| M4       | en:Muscarinic acetylcholine receptor M4 | 00017.33  | 拮抗   |                                        |
| M5       | en:Muscarinic acetylcholine receptor M5 | 00007.5   | 拮抗   |                                        |
| α1A      | en:Alpha-1A adrenergic receptor         | 00112     | 拮抗   | 起立性低血圧に関与                     |
| α1B      | en:Alpha-1B adrenergic receptor         | 00263     | 拮抗   |                                        |
| α2A      | en:Alpha-2A adrenergic receptor         | 00315     | 拮抗   |                                        |
| α2B      | en:Alpha-2B adrenergic receptor         | 00081.8   | 拮抗   |                                        |
| α2C      | en:Alpha-2C adrenergic receptor         | 00028.9   | 拮抗   |                                        |

## 日本の経緯
2000年12月にジプレキサ錠が統合失調症治療薬として承認され、2001年6月4日に発売された。
2001年11月29日に細粒が承認され、2004年5月に発売された。2005年3月にCatalent Pharma Solutions社のフリーズドライ技術「ザイディス」を採用したジプレキサザイディス錠が承認され、同年7月1日に発売された。
2010年10月に双極性障害の躁症状の改善に適応、2012年2月に双極性障害におけるうつ症状の改善で承認、それぞれを取得し、国内で初めて、双極性障害の躁症状と鬱症状の改善に適応する薬剤となった。
2012年9月に注射剤が統合失調症の適応で承認された。
2016年6月16日にジェネリック品が薬価収載され、21社105品目が新規参入した。
2017年12月に「抗悪性腫瘍剤（シスプラチン等）投与に伴う消化器症状 （悪心、嘔吐）」の適応が追加された。
2023年10月、日本癌治療学会『制吐薬適正使用ガイドライン』2023年10月改訂第3版に3剤併用療法（5-HT3受容体拮抗薬＋NK1受容体拮抗薬＋デキサメタゾン）にオランザピンを追加した、4剤併用療法が「併用を強く推奨する」（推奨レベル1、エビデンスの強さB、合意率95.7%）と記載された。
統合失調症や気分障害などの罹患者と家族らの組織である全国精神障害者家族会連合会（全家連）は1999年4月に、早期に承認するよう厚生大臣や国会議員へ陳情した。

## アメリカの状況
- アメリカ食品医薬品局 (FDA) で承認された2番目の非定型抗精神病薬で、アメリカ国内で最も多く使用されている。
- アメリカでは統合失調症に加え、双極性障害の躁病相の治療と予防、プロザックとの合剤であるOlanzapine-fluoxetine combination（OFC、シンビアックス）は双極性障害のうつ病相の治療、難治性うつ病の治療においてもFDAから承認を受けている。

## 禁忌
- 昏睡状態の患者[15]
- 中枢神経抑制剤の強い影響下にある患者[15]
- アドレナリンを投与中の患者（ただし、アナフィラキシー治療目的や局所麻酔添加のアドレナリンを除く）[15]
- 糖尿病の患者、あるいは糖尿病の既往歴のある患者[15]

## 副作用

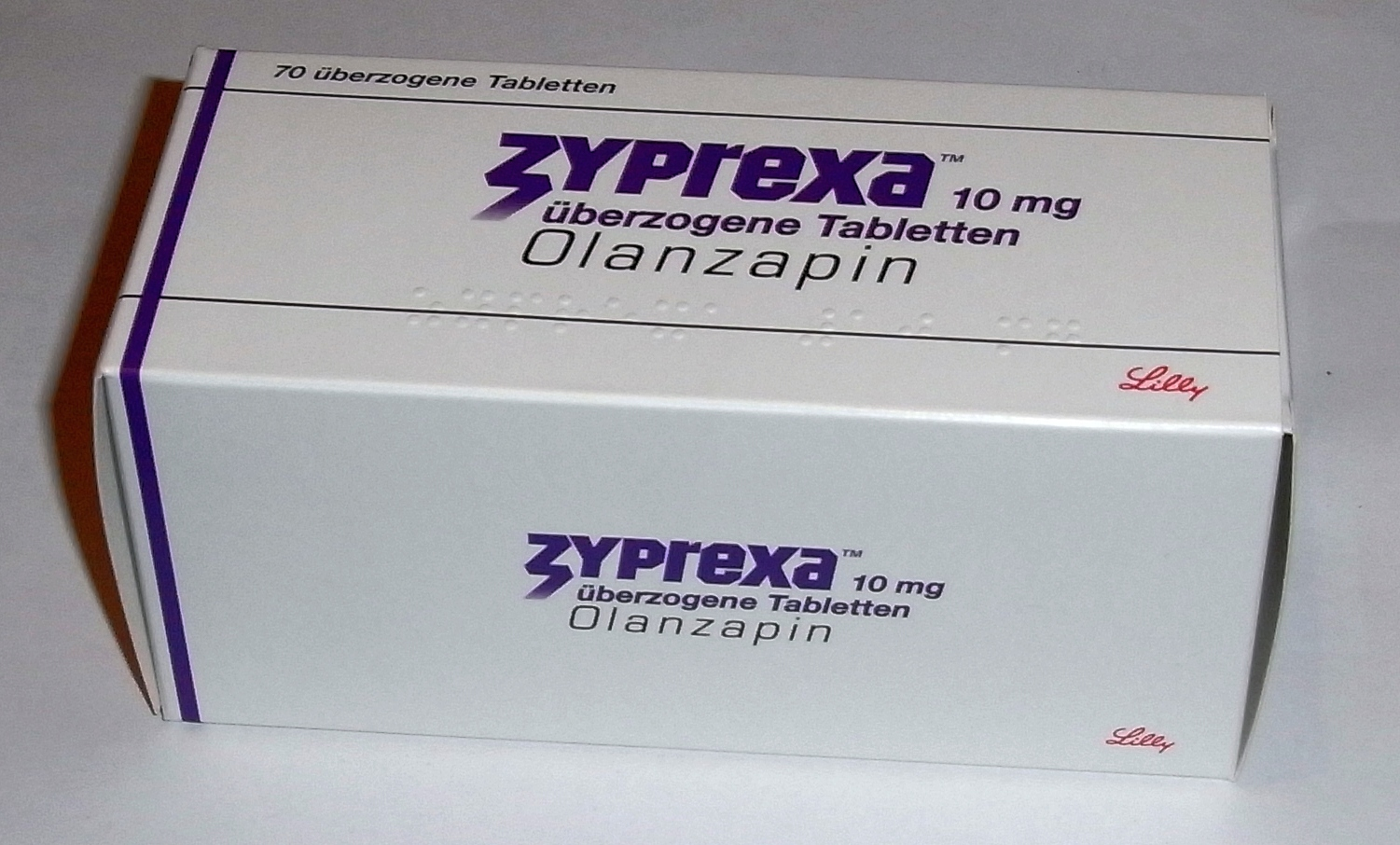
Zyprexa

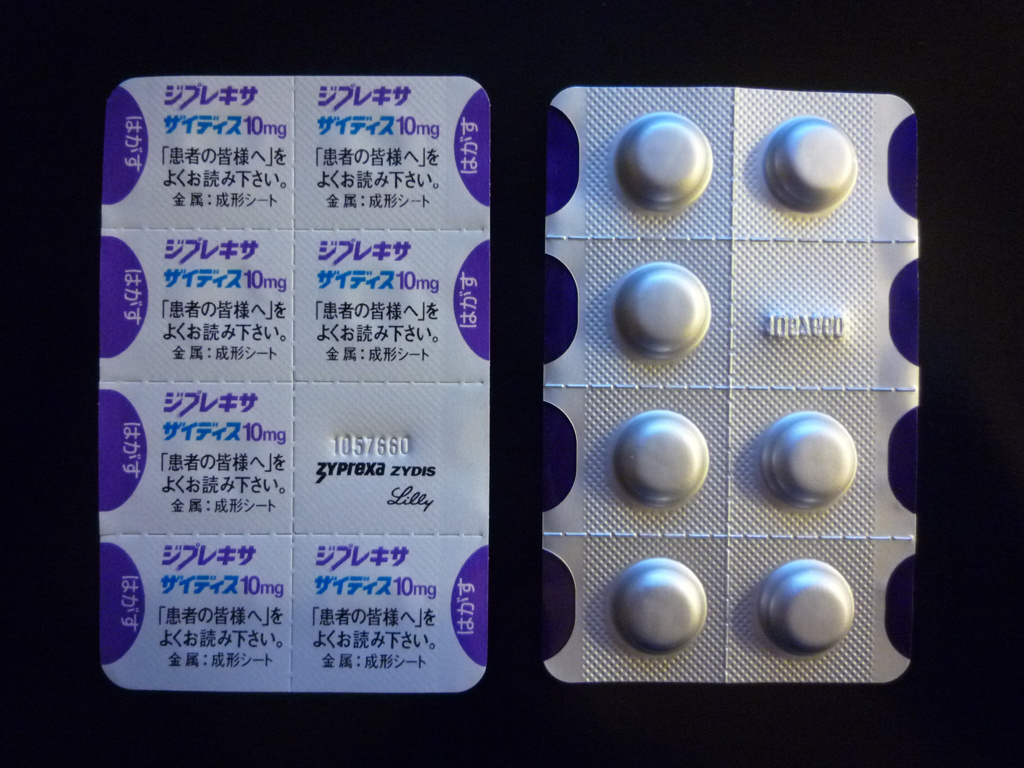
ジプレキサ ザイディス錠 10mg

おもな副作用に不眠、眠気、体重増加、アカシジア、ジスキネジア、振戦、倦怠感不安・焦燥、興奮・易刺激性、おもな臨床検査値異常はALT (GPT) 上昇、プロラクチン上昇、AST (GOT) 上昇、トリグリセリド上昇、それぞれがある。プロラクチン上昇に伴う乳汁分泌も報告されている。
他の非定型精神病薬に比して、特に注意が必要とされている副作用に体重増加（肥満）と耐糖異常（2型糖尿病）がある。
オランザピンは膵臓のβ細胞のアポトーシスを引き起こしていることが、京都大学から報告されている。社会的に肥満が問題視されるアメリカでは、オランザピンによる体重増加は、心筋梗塞など致死的な疾患に直結するとして注意喚起される。
日本は、オランザピンと因果関係が否定できない重篤な高血糖、糖尿病性ケトアシドーシス、糖尿病性昏睡が9例（死亡例2例）報告されており、厚生省は2002年4月に注意喚起した。発売元の日本イーライリリーは、糖尿病患者やその既往歴のある患者に対する患者への投与を禁忌として、ドラッグ・インフォメーション上で目立つように警告を記述した。

## 哺乳類での研究
臨床使用を模倣したマカクサルへの投与は、脳容積の大幅な減少をもたらした。
過剰摂取は450ミリグラム (mg) 摂取で死亡報告あり。2,000mg摂取で生存報告もある。オランザピンの過剰摂取は有害であると考えられる。特定の解毒剤はないとされる。
雌マウスと雌ラットに慢性曝露した複数の研究で発癌性が実証されているが、雄マウスと雄ラットでは実証されていない。発見された腫瘍は肝臓や乳腺であった。

## 訴訟
ジプレキサ（オランザピン）は1996年に上市されたが、服用後に糖尿病やほかの病気になったと訴えがあり、2005年に8,000件の訴訟に対して7億ドル、2007年に18,000件の訴訟に対して5億ドル、それぞれをイーライリリーが支払う。
2009年にイーライリリーは、非定型抗精神病薬ジプレキサ（オランザピン）を、体重増加などの副作用の情報を告知せず、また常用量で死亡リスクを高める老人への睡眠薬としての利用を勧める「午後5時に5mg」などの違法なマーケティングにより、14億ドルの罰金が科された。

## 関連文献
- 上島国利 編『オランザピン100の報告 ひとりひとりの治療ゴールへ』 星和書店 2003年。
- 上島国利 編『オランザピン急性期の報告 ――ひとりひとりの治療ゴールへ』 星和書店 2004年。
- 藤井康男 編『オランザピンを使いこなす』星和書店 2007年5月1日。